# Жангир-хан (Казахское ханство)
Салкам Жангир-хан (каз. Жәңгір-хан, Салқам Жәңгір-хан; дата рожд. неизвестна — 1652) — казахский хан, чингизид, правитель Казахского ханства с 1643 до 1652 года, сын Есим-хана.

## Упоминание
Иногда в источниках упоминается как «Джангир хан». После оглушительной победы в Орбулакской битве за свой небольшой рост и крепкое телосложение получил от народа прозвище «Салқам Жәңгір» что переводится как «внушительный, могучий Жангир» и чаще упоминается как «Салкам Жангир хан».

## Биография
Салкам Жангир-хан — видный государственный деятель и выдающийся полководец. Преемник Жанибек-хана на ханском престоле. Ещё при жизни Жангира за проявленное мужество народ прозвал «Салқам Жәңгір» («Внушительный»). Как свидетельствуют историки, для Жангира были характерны такие качества как решительность, упорство, стойкость и готовность к самопожертвованию. Именно эти качества поставили его в один ряд с именем отца и спасли Казахское ханство от междоусобных войн и внешней угрозы физического уничтожения. Как и его отец Есим-хан, Жангир тоже был обеспокоен джунгарской военной угрозой. Опасения усилились после прихода к власти Батура-хунтайджи (1635−1653), который создал сильное централизованное государство в Джунгарии.
В этот момент в Казахском ханстве происходили междоусобные распри. Каждый представитель Чингизидов претендовал на верховную власть. Попытки султанов усилить своё политическое влияние встретили ожесточенное сопротивление со стороны биев, которые тоже стремились повысить свою роль. Постоянная политическая борьба препятствовала росту ханской власти Жангира, которому все время приходилось доказывать своё унаследованное право на власть.
В одном из сражений с джунгарами в 1635 году Жангир попал в плен. После заключения мирного договора был отпущен на родину с обязательством больше не беспокоить границы Джунгарского ханства. Пленение подорвало на некоторое время его авторитет среди политических соперников и населения.
Как указывают многие исторические документы, Жангир поддерживал дипломатические и союзнические отношения с Кашгарским ханством, что стало продолжением политических традиций, заложенных его отцом. Сын Жангир-хана Аппак-султан между 1638—1652 гг, то есть при жизни отца, ездил послом к могольскому хану Абдаллаху. Активную роль в осуществлении внешней политики играл его сын Тауке. 1640 году прибыл качестве посла ко двору правителя Кашгарского ханства. Он имел дружеские отношения с узбекским владетелем Самарканда Ялангтуш Бахадуром (1576−1656). Их союз явился ответной реакцией на создание Эрдэни-Батуром коалиции для наступления на Семиречье.
Власть сына Есим-хана, хана Жангира (Жахангира), распространялась и на кыргызов, что подтверждается историческими источниками. Согласно труду «Силсилат ас-салатин» Мир Мухаммед Салима, казахский правитель, породнившись с Аштарханидом Надир-Мухаммед-ханом, участвовал в военной кампании против кыргызов, возглавляемых Кутлуг Саидом.
В 1642 году его войска, действуя совместно с отрядами аштарханидского военачальника Абд ар-Рахман диванбеги, нанесли поражение кыргызскому войску Кутлуг Саида и его сыновей Тилак-бия и Кара-кытай-бия в битве под Андижаном.
Вероятно, после этого управление кыргызами было передано Тилеке-бию, сыну Кутлуг Саида. Известно, что казахско-кыргызский союз с Аштарханидами Бухары был закреплён династическими браками. Дочь Жангир-хана и дочь Тилеке-бия вышли замуж за Аштарханида Абд ал-Азиз-султана.
Когда Эрдэни-Батур в 1643 году захватил некоторые земли в южных и юго-восточных отрогах Тянь-Шаня, Жангир с войсками решил встретить войско противника, несмотря на его значительное превосходство. Для битвы Жангир выбрал горное место недалеко от реки Ор (Орбулак) Джунгарского Алатау, из-за чего битва получила название Орбулакской. Тактикой ведения боевых действий был выбран окопный метод. Исследователи, внимательно изучив место знаменитой битвы, отмечают, что Жангир применил ряд сложных тактических приемов из арсенала военного искусства казахов, но в то же время использовал нераспространенные среди кочевников методы раздробления сил противника. По описанию А. И. Лёвшина, Жангир, опасаясь открытого военного столкновения с джунгарами, расположил часть своей дружины в ущелье между двух гор, заранее окопав его глубоким рвом и обнеся высоким валом. Протяженность военного укрепления составила 2,5-3 км, передний край окопа был высотой с человеческий рост. Основные силы казахов ударили с тыла, и джунгары, не ожидавшие такого хода событий, не смогли оказать сопротивления. В ходе этого боя джунгары потеряли значительное количество воинов (около 10 тысяч человек) и были вынуждены отступить в степную равнину, а при появлении в тылу подоспевшего из Самарканда войска Ялангтуш Бахадура решили отказаться от военного похода и уйти обратно в Джунгарию.
Однако военные столкновения все же происходили, успехи были переменными. Некоторое время джунгары даже контролировали восточную часть Семиречья.
В 1652 году, в ходе похода хошутского Очирту-Цецен-хана в казахские улусы, Жангир-хан был убит 17 летним Галдамой.
В знак признания заслуг его похоронили в городе Туркестане, возле мавзолея Ходжи Ахмеда Ясави; позже над его могилой был воздвигнут мавзолей, который до наших дней не сохранился.

## Дети
Сколько было детей у Жангир-хана, в точности неизвестно. По сведениям Шах-Махмуда Чураса, одна дочь Джангир-хана (имя ее в источнике не приводится) еще при жизни отца была выдана замуж за сына могульского хана Абдаллаха, Юлбарс-султана. Согласно «Силсалат ас-салатин» другая дочь Джангира по имени Казак Ханым в начале 40-х годов XVII в. была выдана замуж за Аштарханида Абдулазиз-хана, впоследствии хана Бухары. Старшего сына Жангира звали Аппак, а точнее — Аппак-султан; имя Аппак представляет собой усиленную форму тюркского прилагательного ак («белый») и означает «белый-пребелый», что, видимо, указывает на внешнюю особенность носителя такого имени. Были ли у него дети или нет, не известно. Второй сын Джангирхана — Тауке-хан. Согласно генеалогической таблице составленной Ч. Валихановым, у Жангира был еще один сын — Уали султан, потомками которого являются легендарный Абылай хан и сам Ч.Валиханов.